# Jorge de Alvarado
Jorge de Alvarado y Contreras (ca. 1480 , Badajoz, Extremadura, Reino de León – c. 1542, Madrid, Reino de Castilla) fue un conquistador español que participó en la conquista de Cuba, México, Guatemala y El Salvador, siendo compañero de armas y sucesor legítimo de su hermano Pedro de Alvarado, I adelantado de Guatemala.

## Orígenes
Jorge de Alvarado y Contreras era hijo de Gómez de Alvarado y Messía de Sandoval, general de la Frontera de Portugal, maestresala del rey Enrique IV, caballero y comendador de Lobón en la Orden de Santiago, y de su esposa Leonor de Contreras Carvajal, nieta de los VII señores de Grimaldo.  
Su abuelo paterno, Juan de Alvarado y Dávila-Bracamonte, caballero y comendador de Hornachos en la Orden de Santiago, fue hijo de Garcí Sánchez del Varado, señor de la Casa del Varado en Secadura, corregidor de Córdoba, y de Leonor Dávila-Bracamonte, prima segunda de la reina Juana Enríquez, madre de Fernando el Católico, al ser hija del célebre Álvaro Dávila, mariscal de Castilla, señor de Peñaranda y Fuente el Sol, y de Juana de Bracamonte y Mendoza, a su vez hija de Robert de Bracquemont, almirante de Francia y de Castilla, y de Inés de Mendoza y Ayala, hermana mayor de Juana de Mendoza y Ayala, bisabuela del rey Fernando el Católico.
Aparte del citado hermano Pedro, han sido también personajes destacados sus hermanos Gonzalo de Alvarado y Gómez de Alvarado.

## Paso a América y Conquistas
En 1510 pasó a Las Indias junto con sus hermanos mayores Pedro y Gonzalo y los menores Gómez, Hernando y Juan, como parte del séquito de Diego Colón, II virrey de las Indias, II almirante de la Mar Océana, hijo primogénito de Cristóbal Colón. Llegó a La Española (isla de Santo Domingo) donde, dicen algunos cronistas, ya estaba su tío Diego de Alvarado y Messía como corregidor de la capital (aunque datos conocidos más tarde podrían sugerir que este Diego habría fallecido en España en 1493).
En 1510 pasó a Cuba junto con sus hermanos y participó en la conquista de la isla bajo las órdenes de Diego Velázquez. Luego estuvo en el descubrimiento de México con Juan de Grijalva en 1518, pasando a su conquista en 1519 con Hernán Cortés y Pedro de Alvarado. Fue capitán y conquistador de Pánuco, Oaxaca, Tehuantepec, Soconusco. En 1520 se casó por un rito cholulteca con la princesa Lucía Xicotencaltl, hija del huey-tlatoani de Tlaxcala, del mismo modo como su hermano Pedro contraía matrimonio con la princesa Luisa Xicotencaltl, hermana de Lucía. Ambos matrimonios jamás fueron reconocidos por las autoridades eclesiásticas católicas, por lo que no tuvieron validez en el marco legal español de la época, lo que conllevó a disputas posteriores entre la descendencia de Pedro de Alvarado (considerada ilegítima) con la de su hermano Jorge, sucesor legítimo de los privilegios otorgados a su hermano.  

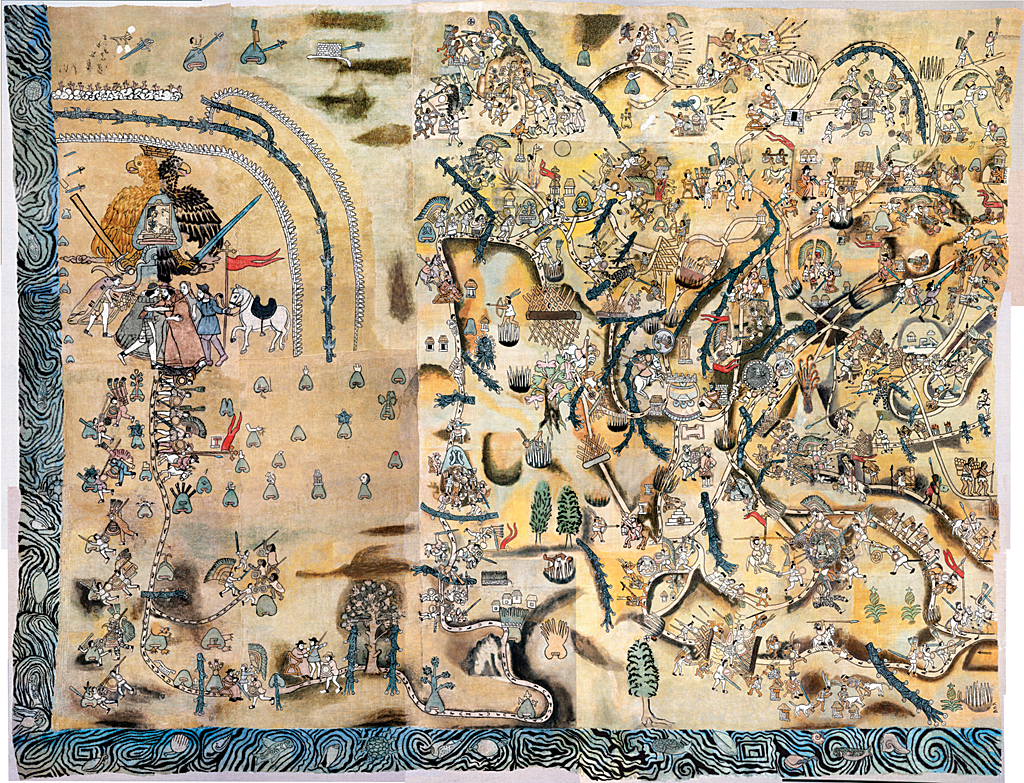
Lienzo de Quauhquechollan, representando la conquista de Guatemala encabezada por Jorge de Alvarado en alianza con los quauhquecholtecas.

En 1524 acompañó a Pedro en la conquista de Guatemala y fundó con él la ciudad de Santiago de los Caballeros de Guatemala, de la que luego sería regidor Cristóbal de la Cueva y Villavicencio. En 1527 se encargó temporalmente de la gobernación de Guatemala, tras la ida de Pedro a España, con el cargo de teniente de gobernador. Tras una rebelión de los cakchiqueles, trasladó la capital de Santiago de los Caballeros al Valle de Almolonga, en las faldas del Volcán de Agua (Ciudad Vieja), que fue en realidad el primer asentamiento permanente de la ciudad de Guatemala, hasta entonces itinerante (1527). En 1528 envió una expedición a Cuscatlán (en El Salvador) bajo el mando de su primo Diego de Alvarado, con la misión de someter a los indígenas rebeldes y refundar la villa de San Salvador.
El 14 de agosto de 1529 fue relevado de la gobernación por el visitador y juez de residencia Francisco de Orduña quien había sido enviado por la incipiente Real Audiencia de México. Posteriormente Pedro de Alvarado retornó de España con los títulos de gobernador y adelantado, y reasumió el mando en Guatemala que había sido ampliada bajo su jurisdicción en 1530, por merced real, con Chiapas y San Salvador.
En 1534 Jorge volvió a encargarse de la gobernación de Guatemala, cuando Pedro partió hacia el Perú. Fue además encomendero de Suchimilco, Zucar, Chietla, Guaspaltepec y otros lugares de Guatemala y México. En 1526 se casó en segundas nupcias con Luisa de Estrada y Gutiérrez de la Caballería, natural de Ciudad Real e hija del gobernador de la Nueva España, Alonso de Estrada. De retorno a España, falleció en Madrid, aunque hay dudas de la fecha exacta, sería entre 1540 y 1542.

## Matrimonio y descendencia
Jorge de Alvarado tan solo casó legítimamente con doña Luisa de Estrada, hija del gobernador y capitán general de la Nueva España, don Alonso de Estrada, de cuyo matrimonio nacieron:
- Leonor de Alvarado y Estrada, encomendera de Teocalhueyacan. Casó con Juan de Villafañe Carvajal y Mendoza, hijo de Ángel de Villafañe, gobernador y capitán general de La Florida, y de Juana de Mendoza y Carvajal, de cuya unión nació Catalina de Villafañe y Alvarado, esposa que fue del historiador y poeta Antonio de Saavedra y Guzmán, corregidor de Zacatecas, de la casa de los condes de Castellar y de los duques de Medina Sidonia (con descendencia en la Nueva Galicia).
- Jorge de Alvarado y Estrada. Casó con Catalina de Villafañe Carvajal y Mendoza, hermana de Juan de Villafañe (esposo de su hermana Leonor), también hija de Ángel de Villafañe, gobernador y capitán general de La Florida, y de Juana de Mendoza y Carvajal, de cuya unión nació Jorge de Alvarado y Villafañe, gobernador y capitán general de Honduras, caballero de la Orden de Santiago.[1]
- Isabel de Alvarado y Estrada. Casó con Juan Alonso Gutiérrez Altamirano, hijo de Juan Gutiérrez Altamirano y de Juana Pizarro y Altamirano, de cuya unión nació Juana de Altamirano y Alvarado, casada con Alonso de Villanueva y Cervantes, y de Alonso de Vides (con descendencia en El Salvador).[2][3]

Jorge de Alvarado, tuvo descendencia de Lucía Xiconténcatl hija de Xiconténcatl el Viejo (nunca considerada legítima en el marco legal español):
- Francisca de Alvarado y Xicoténcatl. Casó con el conquistador Francisco Girón Manuel (con descendencia en Guatemala).[4]